# Tetrastigma leucostaphylum
Tetrastigma leucostaphylum là một loài thực vật hai lá mầm trong họ Nho. Loài này được (Dennst.) Balakrishnan miêu tả khoa học đầu tiên năm 1981.